# Райан, Кевин
Ке́вин Ба́рри Ра́йан (англ. Kevin Barry Ryan; род. 22 июля 1949, Окленд) — новозеландский легкоатлет, специалист по бегу на длинные дистанции и марафону. Выступал на крупных международных соревнованиях в период 1973—1990 годов, победитель Торонтского и Гонолульского марафонов, многократный победитель забегов национального значения в различных дисциплинах, участник трёх Игр Содружества и летних Олимпийских игр в Монреале.

## Биография
Кевин Райан родился 22 июля 1949 года в Окленде, Новая Зеландия. На протяжении большей части спортивной карьеры проходил подготовку под руководством известного новозеландского бегуна Барри Мэги.
Впервые заявил о себе в 1973 году, одержав победу на чемпионате Новой Зеландии в беге по шоссе на 15 км. Год спустя выиграл марафоны в Гамильтоне и Роторуа, вошёл в основной состав новозеландской национальной сборной и побывал на Играх Содружества в Крайстчерче, где выступал в беге на 5000 и 10 000 метров — в первом случае сошёл с дистанции, тогда как во втором случае занял итоговое двенадцатое место.
В 1975 году выиграл Новозеландские игры, был лучшим на марафонах в Гамильтоне и Виктории. Также попробовал себя в беге по пересечённой местности, в частности на кроссовом чемпионате мира в Рабате расположился в итоговом протоколе личного первенства на 72 строке.
В 1976 году занял девятое место на марафоне в Киото и благодаря череде удачных выступлений удостоился права защищать честь страны на летних Олимпийских играх в Монреале, где, тем не менее, финишировать не смог.
На чемпионате Новой Зеландии 1977 года одержал победу в беге по шоссе на 16 км.
В 1978 году стал третьим в зачёте новозеландского национального первенства в марафонском беге. Принял участие в престижном Бостонском марафоне, где занял достаточно высокое шестое место и с результатом 2:11:44 установил свой личный рекорд — с этим результатом закрыл десятку сильнейших мирового рейтинга марафонцев. Кроме того, в этом сезоне представлял страну на Играх Содружества в Эдмонтоне, финишировав в марафонской дисциплине четвёртым.
Вновь выступал в кросс-кантри в сезоне 1979 года, так, был седьмым на открытом чемпионате Италии во Флоренции и занял 55 место на чемпионате мира в Лимерике. Снова финишировал шестым на Бостонском марафоне, в очередной раз одержал победу на чемпионате Новой Зеландии, показал четвёртый результат на Монреальском марафоне и девятый результат на Фукуокском марафоне. Лучшее время сезона 2:12:33 показал в Японии, разместившись с ним на 22 строке мирового рейтинга. Райан рассматривался в числе основных кандидатов на участие в Олимпийских играх в Москве, однако Новая Зеландия вместе с несколькими другими западными странами бойкотировала эти соревнования по политическим причинам.
В 1981 году Кевин Райан выиграл Торонтский марафон. Через год занял второе место на марафоне в Окленде и пятое место на Играх Содружества в Брисбене.
В 1983 году отметился победой на Гонолульском марафоне, финишировал четырнадцатым в зачёте Нью-Йоркского марафона.
Впоследствии его результаты ощутимо пошли на спад, хотя Райан оставался действующим спортсменом ещё довольно долго и вплоть до 1990 года продолжал принимать участие в крупнейших международных стартах. За свою долгую спортивную карьеру он в общей сложности четыре раза побеждал на чемпионатах Новой Зеландии в беге по шоссе на 16 км (1973, 1974, 1977, 1979), дважды был лучшим в беге на 10 км (1973, 1980), один раз первенствовал в кросс-кантри (1974).